# Революційна Конфедерація Анархістів-Синдикалістів імені Нестора Махна
РКАС (Революційна Конфедерація Анархістів – Синдикалістів ім. Н. І. Махна) — міжнародна анархо-синдикалістська конфедерація. Секції та окремі представники РКАС існують в Україні, Грузії, Росії, і Болгарії. Метою створення конфедерації є консолідація зусиль спрямованих на процес каталізації анархістського та анархо-синдикалістського руху задля сприяння процесу утворення лібертарного (вільного, бездержавного) комунізму шляхом природно-революційного процесу домінації у суспільстві самоврядних синдикатів (об’єднань, асоціацій, комун, кооперації та не авторитарних промислово-підприємницьких установ – наукових, творчих, виробничих тощо).

## Коротка історія
РКАС була створена на засновницькій конференції, що проходила 15-16 жовтня 1994 в Донецьку, в якій брали участь представники  «Федерации анархистов Донбасса»  (ФАД) [недоступне посилання з квітня 2019] з міст: Донецьк, Макіївка, Добропілля, Луганськ, Кадиївка, Брянка, Краснодон, а також окремі активісти і групи з Дніпропетровська, Харкова, Миколаєва і інших.
Центральним Органом РКАС стала газета «Анархия», заснована в 1993 році «Федерацией Анархистов Донбасса», видавалася тисячними накладами (від 2-5 тисяч) і з часом стала найкращим анархічним періодичним виданням в Україні і за її межами. Окрім газети «Анархия», РКАС почала видавати внутрішній інформаційно-аналітичний бюлетень «Анархо-Синдикалист»  російською та англійською мовами,  що виходив з 1994 до 2002 року, і інформаційний листок для робітників «Голос Труда» (видання створеного РКАС "Інформаційного агентства робочого руху", поширювався тільки в Донецьку в 1995-1996). Надалі список видань поповнився журналом «Восстающая Украина», і рядом видань міжнародних секцій : «Анархия» грузинською, «Чёрная Роза»  (російська-іврит).
На відміну від усіх новітніх організацій анархістів України, РКАС мала чітку структуру, ввела практику розподілу праці  в середині організації, вирішила питання внутрішньої дисципліни;  програмні принципи ґрунтувалися на популярно сформульованих положеннях революційного анархо-комунізму, класової боротьби, з орієнтацією на синдикалізм. Статут РКАС був прийнятий при утворенні Конфедерації, в 1994 році. Програма, у свою чергу, була затверджена після тривалого обговорення загальним референдумом наприкінці 1998 року.
На кінець 1994 – початок  1996 років в діяльності РКАС можна виділити лише пропагандистські рейди по підприємствам  Донецька і інших міст Донбасу(Макіївка, Краматорськ, Лисичанськ і т. д.), і участь в тримісячному голодуванні шахтарів-регресників в Горлівці. Прорив відбувся влітку 1996. Увесь липень і серпень РКАС вела активну роботу, про розмах якої можна судити по випуску 4 номерів газет «Анархия» і «Голос Труда»  (загальним накладом близько 4,5 тисяч штук) і не менше чотирьох листівок (накладом 1600 штук).
Представники РКАС з 1996 року беруть участь в нарадах робочих профспілкових активістів, анархо-синдикалістські газети і листівки поширюються при прямій допомозі низових структур профспілки гірників, нарешті, з того часу почалося довгождане чисельне зростання РКАС в Донбасі, у тому числі і за рахунок промислових робітників.
В 1998 році активістами РКАС була створена перша незалежна анархо-синдикалістська профспілка студентів в одному з приватних ВНЗ Донецька - «Независимый Профсоюз Студентов»  в керівництво якого були обрані члени РКАС. НПС швидко розростався і вже до весни 1998 року налічував декілька сотень членів, охопивши основні факультети ВНЗ. Анархо-синдикалістське керівництво Независимого Профсоюза Студентов зробило спроби об'єднання з «Независимым Профсоюзом Горняков Донбасса»  в цілях зміцнення профспілкової єдності і ефективної боротьби. На жаль ці зусилля не були доведені до кінця. Профспілка проіснувала всього півтора року і була знищена репресіями адміністрації.
Незважаючи на тимчасові невдачі в студентському синдикалізмі, РКАС продовжувала свою діяльність серед робочих колективів Східної України. Під знаком цієї боротьби пройшов увесь період 1997-1998 років. Під час страйку гірників Західного Донбасу члени РКАС входили до складу страйкового комітету , що керував останньою найбільшою акцією шахтарів. Чорно-червоний прапор РКАС розвівався поряд з синьо-чорним прапором шахтарського руху на чолі колони луганських гірників, що здійснювали піший марш на Київ.
Крім шахтарського руху активісти РКАС проводили роботу серед машинобудівників Дніпропетровська і Харківщини. Робилися спроби агітації жителів сільських районів в основному на території Сходу і південного Сходу України. У кінці 90 років секції РКАС з'являються у Львові, івано-франківській області і в Києві.
У 1999 році, у зв'язку із спадом робочого руху, РКАС акцентує свої зусилля на роботі з організації молодіжного анархо-синдикалістського руху. У ряди організації приходять молоді люди, які окрім пропаганди анархізму на підприємствах, що стала традиційною для РКАС, організовують нові сфери діяльності культурно-політичного і бойового плану. Так РКАС створює анархічний рок гурт  «Движение Сопротивления» навколо якого утворюється революційний рок-фронт що складається з молодих музикантів, поетів і музичних колективів. РКАС проводить ряд анархічних пропагандистських рок фестивалів : «Памяти Махно» (1999), «Рок против Войны в Чечне» (2000), «Анархическая рок-революция» (2001) і інші. Культурний молодіжний фронт РКАС ставати ефективним засобом пропаганди анархічних ідей і мобілізації молоді в ряди організації.
В цей же час РКАС організовує перший в Україні анархо-синдикалістський антифа рух, щоб протистояти ультраправій сцені, що зароджується. Передусім це стосується Донбасу. Хоча ранні сутички з правими відбувалися у членів РКАС вже у кінці 90х в Дніпропетровську. У 2000 році РКАС проводить антифашистський патруль 9 травня, у відповідь на загрози з боку субкультурних правих влаштувати терор на вулицях Донецька. Тоді ж організовується «Черная Гвардия РКАС», проходять регулярні тренування і зіткнення на вулицях, організовані анархо-синдикалістськими чорногвардійцями. РКАС масово поширює антифашистські листівки, запускаючи в маси популярні слогани: «Нацисты - на хуй с пляжа!» и «С фашистами не спорим, фашистов уничтожаем!»
Антифашистську боротьбу РКАС бачила не лише у вуличних сутичках з правими, але і в широкому залученні громадської думки і зацікавлених в опорі нацистам верств населення. Так в РКАС випускалися пропагандистські матеріали: листівки, брошури які поширювалися в Донецьку, Дніпропетровську, Києві і інших містах. Для роботи з населенням РКАС зареєструвала громадську організацію, через яку проводила легальну частину роботи. Кульмінацією цієї діяльності стала перша відкрита громадська антифашистська акція «Пусть в нашем городе не будет фашистской музыки!» яка широко освітлювалася ЗМІ. Акція була приурочена до річниці нападу фашистської Німеччини 22 червня 2001 року.
Таким чином РКАС можна по праву вважати першою антифашистською організацією[недоступне посилання з квітня 2019] в Україні.
Делегації РКАС активно брали участь в міжнародних конференціях, що проходили в Росії, Україні, Франції, Німеччині. Завдяки міжнародним контактам і товариській солідарності РКАС змогла провести ряд спільних турне по обміну досвідом з анархо-синдикалістськими і антифашистськими групами в Німеччині, стати учасником ряду міжнародних синдикалістських конференцій і з'їздів.
Активісти РКАС спільно з товаришами з Європи організували акції допомоги потерпілим від війни в Чечні біженцям.
На кінець 2009 року члени РКАС беруть активну участь в робітничому, студентському, екологічному і антифашистському рухах. Організовують і підтримують акції протесту, демонстрації, пропагуючи принципи і методи анархізму. За ініціативою членів конфедерації створена «Всеобщая конфедерация труда анархо-синдикалистов» (ВКТ АС).  Також при безпосередній участі представників РКАС створена незалежна студентська профспілка «Прямое Действие» в Україні і Грузії. Згодом основною студентською профспілкою став «СС Единство ВКТАС»[недоступне посилання з квітня 2019]. Членами РКАС створений ряд кооперативів в Донецьку і Києві.
В 2014 році, у зв'язку з початком війни на Донбасі,  РКАС припинила своє існування як єдина організація.

## Принципи та цілі
Головною метою є побудова суспільства на принципах: свободи, самоврядування, самоорганізації, солідарності та федералізму. Об'єднання людей на таких засадах має стати надійним фундаментом для вільного і найповнішого розвитку кожної особистості. РКАС дотримується і пропагує такі принципи, як: відсутність влади, свобода від примусу, свобода асоціацій, взаємодопомога, різноманітність, рівність, братерство.

## Повсякденна діяльність
У своїй повсякденній діяльності члени РКАС бачать наступні напрямки роботи:

### Участь у класовій боротьбі
- захист та розширення економічних завоювань робітничого класу (збільшення зарплати, скорочення робочого дня, поліпшення умов праці тощо);
- боротьба за обмеження прав підприємців та адміністрацій підприємств за допомогою профспілок і заводських комітетів, аж до встановлення робітничого контролю за діяльністю адміністрації;
- боротьба зі штрейкбрехерством і придушенням страйків;
- боротьба за свободу профспілкової діяльності та невтручання держави та адміністрацій підприємств у справи робітничих організацій, за необмежене право на страйки;
- підтримка комун, соціалістичних виробничих і споживчих кооперативів, самоврядних підприємств і т. ін.;
- активна робота з організації революційних виробничих та інших робітничих союзів.

### Участь у соціальній боротьбі
- боротьба за свободу слова, друку, зборів, недоторканості особи і т. ін.;
- боротьба за ослаблення сили держави і сфер її діяльності;
- боротьба проти націоналізму в його етатиських та ксенофобських проявах;
- участь в антифашистському русі;
- підтримка й участь в екологічному русі;
- антимілітаризм;
- антиклерикалізм.

### Методи дій РКАС
- усна, письмова та інша пропаганда та агітація; випуск газет, журналів, листівок, бюлетенів та інше;
- акції прямої дії: пікети, демонстрації, особиста і масова несплата податків і відмова від виконання інших вимог державної влади, пасивний опір, бойкот, саботаж та різні види страйків;
- при сприятливих умовах - перехід загального страйку у вищу форму класової боротьби, соціальну революцію.

## Видання РКАС
- газета «Анархія» (випускається з 1993 року)
- орган ВКП газета «Голос праці» (видається з 2008)
- інформаційно-теоретичний журнал «Анархо-синдикаліст» (1994-2002)
- молодіжний журнал «Повстала Україна» (2001-2002)

Крім того, силами організації був випущений ряд брошур.

## Деякі згадки у ЗМІ
- Дальнобойщики-анархисты будут распространять листовки в Николаеве и Одессе?
- 5,5 тыс. человек отметили Первомай в Донецке (ФОТО, ВИДЕО)
- Махновцы наших дней. Репортаж из эпицентра украинского анархизма
- Повстанці-2. Интервью газете «Горожанин»